# Любшанська сільська рада
| Любшанська сільська рада — орган місцевого самоврядування у Жидачівському районі Львівської області з адміністративним центром у с. Любша. Історична дата утворення: в 1958 році. Водоймища на території, підпорядкованій даній раді: річка Дністер. Сільській раді підпорядковані населені пункти: - с. Любша - с. Антонівка - с. Мазурівка |

## Склад ради
Рада складається з 16 депутатів та голови.

### Керівний склад ради
| ПІБ                      | Основні відомості                                                 | Дата обрання | Дата звільнення |
| ------------------------ | ----------------------------------------------------------------- | ------------ | --------------- |
| Попадюк Ігор Ількович    | Сільський голова, 1953 року народження, освіта, безпартійний      | 26.03.2006   | 31.10.2010      |
| Лизак Василь Миколайович | Сільський голова, 1955 року народження, освіта вища, безпартійний | 31.10.2010   |                 |

Примітка: таблиця складена за даними джерела